# Helicóptero Presidencial do Brasil

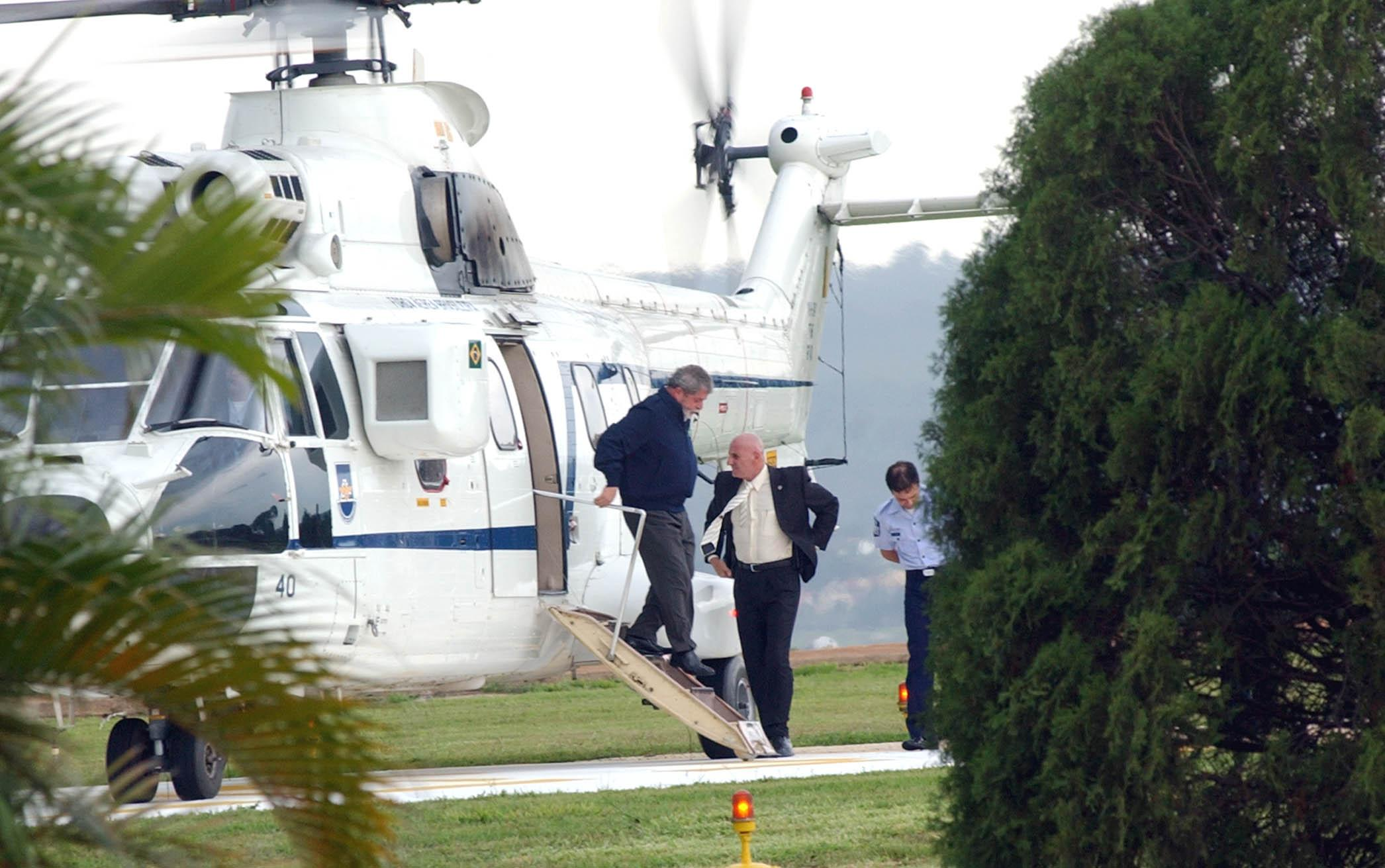
O presidente Lula desembarcando no Helicóptero Presidencial

O Helicóptero Presidencial é uma aeronave da Força Aérea Brasileira que serve o presidente da república. O modelo da aeronave é VH-34 Super Puma, versão mais avançada do Puma. Fabricado em cinco modelos, dois dos quais com finalidades civis, destaca-se por sua grande capacidade de transporte e resistência. Outras inovações, que o tornam mais seguro e eficiente, são as pás dos rotores em fibra de vidro e as engrenagens e rolamentos que podem funcionar sem óleo por uma hora.
O helicóptero é somente usado em voos de curta duração dentro de Brasília. Caso o presidente precise fazer um voo mais longo, é utilizado o Avião Presidencial.